# The Dixie Merchant
Pour plus de détails, voir Fiche technique et Distribution.
The Dixie Merchant est un film muet américain réalisé par Frank Borzage, sorti en 1926.

## Fiche technique
- Titre original : The Dixie Merchant
- Réalisation : Frank Borzage
- Scénario : Kenneth B. Clarke, d'après le roman "The Chicken-Wagon Family" de John Barry Benefield
- Photographie : Frank B. Good
- Son : Ingénieur du son
- Production : William Fox
- Société de production : Fox Film Corporation
- Société de distribution : Fox Film Corporation
- Pays de production :  États-Unis
- Langue : anglais
- Format : Noir et blanc - 35 mm - 1,37:1 - Muet
- Genre : comédie dramatique
- Durée : 6 bobines
- Date de sortie :
  - États-Unis :7 mars 1926

## Distribution
- J. Farrell MacDonald : Jean Paul Fippany
- Madge Bellamy : Aida Fippany
- Jack Mulhall : Jimmy Pickett
- Claire McDowell : Josephine Fippany
- Harvey Clark : Baptiste
- Edward Martindel : John Pickett
- Evelyn Arden : Minnie Jordan
- Onest Conly : Eph
- Paul Panzer : Whitcomb